# Hvid morbær
Hvid Morbær (Morus alba) er et løvfældende træ med en høj og smal krone. Grenbrud forekommer dog ofte, og så bliver kronen i stedet lav og hvælvet. Knopperne er først hvide (deraf træets navn), senere brune. Navnet sigter derimod ikke til frugterne, der i reglen er mørkerøde til sorte ved modenhed, selvom typer med helt bleghvide frugter findes. Bærrene er saftige og søde, omend noget fade i smagen.

## Beskrivelse
Barken er først lysegrøn og svagt behåret. Senere bliver den grågrøn og efterhånden også rødbrun. Gamle grene og stammer kan få en opsprækkende, mørkebrun bark. Knopperne er spredtstillede, små, ægformede og først hvide (deraf træets navn) og senere brune.
Bladene er hele med grovtandet rand. Formen er meget variabel og spænder fra bredt ægformet til lappet. Stilkenden af bladet er i reglen afrundet eller hjerteformet. Oversiden er blank og græsgrøn, mens undersiden er lysegrøn med behårede bladribber. Bladstilken er furet og behåret og bærer foruden de gentlige blade også akselblade.
Blomstringen foregår i maj-juni, hvor man finder de uanselige blomster samlet i små hoveder på dværgskud. De enkelte blomster er énkønnede og uregelmæssige med svagt udviklede eller manglende kronblade. Frugterne er egentlig énkønnede rakler, men de fremtræder som samlefrugter, der ligner frugterne hos slægten Brombær. Hver delfrugt er en stenfrugt med én kerne. Trods navnet er frugterne i reglen mørkerøde til sorte ved modenhed, men typer med helt bleghvide frugter findes dog.
Rodnettet er kraftigt og dybtgående.
Højde x bredde og årlig tilvækst: 10 x 8 m (30 x 30 cm/år). I hjemlandet kan træet dog blive betydeligt større.

## Hjemsted
Arten havde sin naturlige udbredelse i det vestlige og centrale Kina, hvor den stadig findes som del af åbne skove på bjergskråningerne. Den foretrækker lysåbne voksesteder med en varm, fugtig og veldrænet lerjord, men den kan klare sig på grov råjord og tåler delvis skygge og en hel den tørke. Den overlever temperaturer ned til -27 °C, og den er forholdsvis salttålende, når den først har etableret sit rodnet.
På opgivne marker ved landsbyen Tshokothangkha i det vestlige Bhutan, Indien, danner arten pionerskov sammen med bl.a. Acer oblongum (en art af løn), Benthamidia capitata, Coriaria nepalensis (en art af garvebusk), Elaeagnus parvifolia (en art af sølvblad), Erythrina arborescens (en art af koraltræ), Quercus griffithii (en art af eg), Quercus lanata (en art af eg), Randia tetrasperma, Swida oblonga, Viburnum cylindricum (en art af kvalkved) og Zizyphus incurva (en art af jujube)

## Berømt
Arten er videnskabeligt berømt for den hastighed, den sender pollen ud fra hanblomsterne med. Støvknapperne virker som katapulter, der udløser deres energi på bare 25 µs (25 milliontedele af et sekund). Pollenkornets hastighed bliver ca. 560 km/t, hvilket er mere end halvdelen af lydens hastighed. Det gør pollenkornenes fart til den højeste hastighed indenfor planteriget.

## Anvendelse
Bladene af Hvid Morbær er det bedste foder for silkeorme, men de bruges også som kreaturfoder i områder, hvor tørketiden begrænser mulighederne for at skaffe føde fra jorden. Frugten spises ofte i tørret form eller som marmelade eller til vin.
I Anatolien omdanner man saften til en sirup, der bruges som lægemiddel mod forskellige småskader, eller som pålæg.
| Portal | Portal:Botanik |